# Alfred Worden
Alfred Merril Worden (7. února 1932, Jackson, Michigan, USA – 18. března 2020, Sugar Land, Texas
) byl americký vojenský letec a astronaut z projektu Apollo.

## Život

### Před letem
V roce 1955 absolvoval vojenskou akademii (U.S. Military Academy) a naučil se létat. Sloužil na amerických vojenských základnách Moore Air Force Base v Texasu, Tyndall Air Base na Floridě. V letech 1957–1961 byl pilotem na základně v Marylandu. Pak se vrátil ke studiu na University of Michigan a stal se inženýrem letectví a astronautiky. Následovaly dva roky působení jako instruktor ve výzkumné pilotní škole. V únoru 1965 absolvoval trénink ve škole zkušebních pilotů ve Farnborough v Anglii. Po nalétání 3300 hodin se rozhodl přihlásit se ke kosmonautům, prošel testy a ocitl se v jejich výcvikovém středisku v dubnu 1966. Zařadili jej do programu Apollo. Byl dvakrát v záložní posádce (Apollo 9, Apollo 12), až se dočkal svého letu v roce 1971.

### Let k Měsíci
Jako pilot velitelské sekce odstartoval spolu s astronauty Davidem Scottem a Jamesem Irwinem z mysu Canaveral v lodi Apollo 15. Splněným úkolem bylo dostat oba jeho kolegy na povrch Měsíce, zatímco on zůstal kroužit na oběžné dráze. Po návratu obou druhů celá posádka v pořádku odstartovala zpět k Zemi, přistáli na hladině Tichého oceánu v kabině lodi na padácích po 295 hodinách strávených ve vesmíru.
- Apollo 15 (26. červenec 1971 – 7. srpen 1971)

### Po skončení letu
Worden z NASA a letectva odešel v hodnosti plukovníka v roce 1972 a stal se viceprezidentem náboženské organizace High Flight Foundation v Colorado Springs a ředitelem energetického programu v Northwood Institute v Palm Beach na Floridě. Napsal také knihu o svém letu s názvem Haló Země: Pozdravy z Endeavouru. A pak ještě jednu pro děti Cesta na Měsíc.